# کبوترخانه همزه‌ای‌زاده ۱
کبوترخانه همزه‌ای زاده ۱ مربوط به اواخر دوره قاجار است و در بناب، خیابان شهید باهنر، خانه باغ همزه‌ای زاده واقع شده و این اثر در تاریخ ۷ خرداد ۱۳۸۷ با شمارهٔ ثبت ۲۲۸۴۲ به‌عنوان یکی از آثار ملی ایران به ثبت رسیده است.